# کوه‌های باکوسی
کوه‌های باکوسی (به لاتین: Bakossi Mountains) یک رشته‌کوه در کامرون است که در منطقه لیتورال واقع شده‌است. کوه‌های باکوسی ۲٬۰۶۴ متر بالاتر از سطح دریا واقع شده‌است.